# 張子涇
張子涇（1921年—2010年3月），是一位出身臺灣臺中岸裡社張家的台籍大日本帝國海軍通譯官及客運公司職員。 

## 生平
1921年，張子涇出生於日治臺灣臺中州豐原街。年少時，他曾就讀於臺中州翁子公學校（戰後改稱「翁子國小」）、豐原公學校高等科（戰後改稱「豐原國小」）、臺灣總督府工業技術練習生養成所（臺北州立臺北工業學校夜校）。
太平洋戰爭時，他參與於大日本帝國海軍並被派至海南島，自1941年10月起擔任海南警備府佐世保鎮守府第八特別陸戰隊通譯官。
終戰時，他與1,300餘名臺籍日本兵在海南島嘉積市，並在國民革命軍前來解除其武裝後被收容在當地市區的集中營。三個月後，他們被要求徒步搬遷至位在距當地200餘公里的瓊山市集中營。終戰將近一年後，他們仍未能等到返鄉機會，並因而更加堅定自力返鄉的決心；隨後，他在與戰友集資找到當地船隻後於1946年7月搭乘帆船航向臺灣，並在途中遭遇海盜與颱風侵襲。
二二八事件發生時，他正在高雄六龜鄉興產製材廠工作。
1966年，他搬回家鄉，並開始在當地客運企業任職至1986年退休為止。1984年，他出版日文回憶錄。

## 家庭
他在1950年結婚後育有二男三女。